# Optato (patrício)
Flávio Optato (em latim: Flavius Optatus; m. 337) foi um oficial romano do século IV que esteve ativo no Oriente durante o reinado do imperador Licínio (r. 308–334). 

## Vida
Um professor de literatura (γραμμάτων διδάσκαλος), se casa com a filha de um estalajadeiro paflagônio e teve dois cunhados, um deles pai de seu sobrinho e futuro senador Optato. Instruiu o filho de Licínio e após a queda do último, devido a seu encanto, obteve alta posição e riqueza, tornando-se cônsul. Sob Constantino (r. 306–337), Optato adquiriu a dignidade de patrício em data desconhecida e o ofício de cônsul anterior em 334 com Âmnio Anício Paulino. Foi assassinado em 337 junto com Júlio Constâncio e Dalmácio.